# Leucoloma rutenbergii
Leucoloma rutenbergii är en bladmossart som beskrevs av John Wright 1888. Leucoloma rutenbergii ingår i släktet Leucoloma och familjen Dicranaceae. Inga underarter finns listade i Catalogue of Life.